# Little Cornard
 (juillet 2018).
Si vous disposez d'ouvrages ou d'articles de référence ou si vous connaissez des sites web de qualité traitant du thème abordé ici, merci de compléter l'article en donnant les références utiles à sa vérifiabilité et en les liant à la section « Notes et références ».
Little Cornard est une paroisse civile d'Angleterre, au Royaume-Uni, située dans le district de Babergh, comté du Suffolk.

## Vue d'ensemble
Située à 800 m de son grand frère, Great Cornard, sur la B1508 road entre Sudbury et Colchester, la localité fait partie du district de Babergh et comptait 305 habitants en 2001, réduits à 286 lors du recensement de 2011.
La paroisse comprend également le hameau de Workhouse Green.
La limite est de la paroisse est le fleuve côtier Stour, servant aussi de frontière entre les comtés du Suffolk et de l'Essex). La paroisse abrite Cornard Mere, Site d'intérêt scientifique particulier, le bois d'Appletree et le bois de Mumford, sites fauniques.

## La légende du dragon
Une légende raconte que le 26 septembre 1449, un combat entre deux dragons a eu lieu dans un pré au bord de la rivière Stour. Un dragon était noir et venait de Kedington Hill, comté du Suffolk, l'autre était rouge et venait de Ballingdon Hill, comté de l'Essex. Après une heure de combat, le dragon rouge a gagné et tous deux sont retournés sur leurs collines respectives. Le site de la bataille mythique est connu localement sous le nom de Sharpfight Meadow.